# Jean-Joseph-Xavier Bidauld
Jean-Joseph-Xavier Bidauld (Carpentras, 10 aprile 1758 – Montmorency, 20 ottobre 1846) è stato un pittore francese.

## Biografia
Nato nel 1758 a Carpentras, nella regione francese della Provenza-Alpi-Costa Azzurra. Fratello minore ed allievo di Jean-Pierre-Xavier Bidauld che lo avviò alla pittura, Jean-Joseph-Xavier ha studiato presso la scuola nazionale delle belle arti di Lione. Influenzato dalla scuola di pittura olandese e a seguito di un viaggio compiuto a Ginevra e in Svizzera iniziò a dipingere i paesaggi di alta montagna.
Nel 1783 si trasferì a Parigi dove conobbe Claude Joseph Vernet e lavorò per un commerciante d'arte che finanziò i viaggi in Italia dei due pittori francesi.  Insieme a Pierre-Henri de Valenciennes e Jean-Victor Bertin egli dipinse i paesaggi panoramici rappresentando in particolare quelli neoclassici della Francia.

## Attività artistica

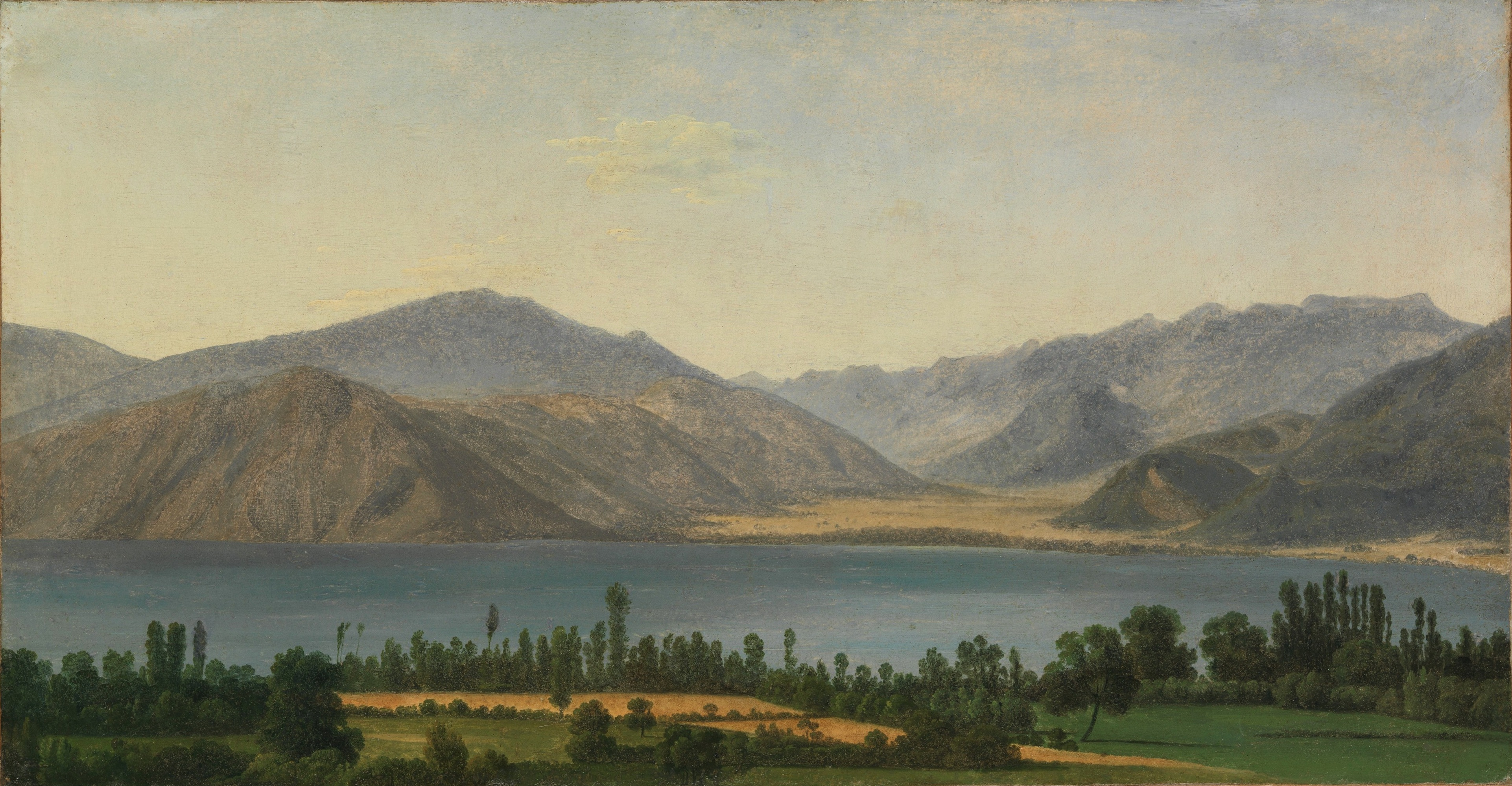
Lac Fucino et les montagnes des Abruzzes, Jean-Joseph-Xavier Bidauld (1789, Metropolitan Museum of Art)

Diverse le opere realizzate durante i viaggi in Italia. Tra le più note figurano: Vue de Tivoli, huile sur toile (Musée des beaux-arts), Vue prise de Subiaco (1789, museo del Louvre), Mountainous Landscape at Vicovaro (1786-1797, Metropolitan Museum of Art), Lac Fucino et les montagnes des Abruzzes (1789, Metropolitan Museum of Art), Vue de la ville d'Avezzano, au bord du lac de Celano, royaume de Naples (1789, museo del Louvre), Vue du pont et d'une partie de la ville de Cava, royaume de Naples (1785-1790, Getty Center a Los Angeles) e successivamente Paysage d'Italie (1793, museo del Louvre), Vue de l'île de Sora, royaume de Naples (1793, museo del Louvre), Vue de l'Isola di Sora (1817, musée de Fontainebleau) e Grotta Ferrata (1844, musée de Carpentras).
Dopo il viaggio italiano fece ritorno in Francia ricevendo il primo ordine ufficiale nel 1791, Carlo IV di Borbone, Re di Spagna gli commissionò la realizzazione di quattro dipinti per la Casa del Labrador, un palazzo situato nelle adiacenze del giardino del principe vicino al palazzo reale della città spagnola di Aranjuez. Nel 1807 dipinse quattro quadri per il salone Murat del palazzo dell'Eliseo a Parigi, mentre nel 1818 realizzò due dipinti per le stanze del castello di Maisons presso la cittadina di Maisons-Laffitte a nord ovest della capitale francese.
Tra il 1817 e il 1822 ha realizzato due composizioni su quadri per la galleria di Diana nel castello di Fontainebleau nella regione dell'Île-de-France. Nel 1823 è stato il primo pittore paesaggista ad entrare nell'institut de France e ad entrare a far parte della lista dei membri dell'Académie des beaux-arts di Parigi; nel 1812 ha ricevuto la medaglia d'oro al Salon di Parigi, esposizione di pittura e scultura nella quale ha preso parte a cominciare dal 1791 e fino al 1844. 
Morì in povertà nel 1846 a Montmorency, nel dipartimento francese della Val-d'Oise in Île-de-France.